# Municipio de Madison (condado de Highland)
El municipio de Madison (en inglés: Madison Township) es un municipio ubicado en el condado de Highland en el estado estadounidense de Ohio. En el año 2010 tenía una población de 6725 habitantes y una densidad poblacional de 74,8 personas por km².

## Geografía
El municipio de Madison se encuentra ubicado en las coordenadas 39°19′51″N 83°25′19″O / 39.33083, -83.42194. Según la Oficina del Censo de los Estados Unidos, el municipio tiene una superficie total de 89.9 km², de la cual 88,98 km² corresponden a tierra firme y (1,03 %) 0,92 km² es agua.

## Demografía
Según el censo de 2010, había 6725 personas residiendo en el municipio de Madison. La densidad de población era de 74,8 hab./km². De los 6725 habitantes, el municipio de Madison estaba compuesto por el 96,68 % blancos, el 1,37 % eran afroamericanos, el 0,06 % eran amerindios, el 0,18 % eran asiáticos, el 0,21 % eran de otras razas y el 1,5 % eran de una mezcla de razas. Del total de la población el 0,55 % eran hispanos o latinos de cualquier raza.